# Mark Dodd
Mark Dodd (Dallas, 14 settembre 1965) è un ex calciatore statunitense, di ruolo portiere.

## Palmares

### Calcio

#### Nazionale
- Gold Cup: 1

1991

#### Individuale
- MLS Best XI: 1

1996